# Filtro adaptado
Un Filtro adaptado es un sistema lineal invariante cuya función principal es detectar la presencia de una señal conocida, o referencia, dentro de una señal recibida. La señal a la salida del filtro será la correlación de la señal referencia con la señal desconocida. Esto es equivalente a realizar la convolución de la señal desconocida con una versión invertida de la referencia (que además tiene un desplazamiento t0).
Por propiedad de la convolución, también es equivalente a realizar la convolución de la señal de referencia con una versión invertida x(-t) de la señal desconocida.
El filtro adaptado es el sistema óptimo para maximizar la SNR en presencia de ruido blanco aditivo y gaussiano. Su uso es común en aplicaciones de radar, donde se envía una señal que luego se pretende detectar. Los filtros adaptados bidimensionales son usados en el tratamiento digital del sonido DSP.